# Репьевка (Белгородская область)
Репьевка — село в Волоконовском районе Белгородской области России. Административный центр Репьевского сельского поселения.

## География
Село расположено в восточной части Белгородской области, в 11,2 км по прямой к северо-востоку от районного центра Волоконовки.

## Исторический очерк
Репьевка основана во второй половине XVIII века.
В 1859 году — Бирюченского уезда «деревня казённая Репьевка (Арепьевка) при протоке речки Репьевки» (от речки и название деревни), «по правую сторону тракта на город Харьков» — 39 дворов.
В 1900 году — Бирюченского уезда Успенской волости деревня Репьевка (Арепьевка) вместе с деревнею Плоской — 116 дворов, земельный надел 1401,4 десятины, общественное здание, 6 ветряных мельниц, 2 мелочные и винная лавки.
С июля 1928 года деревня Репьевка в Волоконовском районе — центр Репьевского сельсовета: в него входят слободы Лутовиново и Шеншиновка, деревни Александровка и собственно Репьевка, посёлки Красная заря, Красный пахарь и Красный рай, хутора Квашино и Плоское.
В 1958 году в Репьевском сельсовете — села Лутовиново и Шеншиновка, собственно деревня Репьевка и хутора Квашин и Плоское; в начале 1970-х — села Лутовиново, Репьевка, Шеншиновка и хутор Плоское.
В 1997 году село Репьевка в Волоконовском районе — центр Репьевского сельского округа.
В 2010 году село Репьевка — центр Репьевского сельского поселения Волоконовского района.

## Население
В 1859 году — 296 жителей (188 мужчин, 108 женщин).
На 1 января 1932 года в Репьевке — 985 жителей.
По данным переписей населения в селе Репьевке Покровского сельсовета на 17 января 1979 года — 318 жителей, на 12 января 1989 года — 217 (98 мужчин, 119 женщин).
В 1997 году в Репьевке насчитывалось 95 дворов, 250 жителей.
| 2002 | 2010 |
| ---- | ---- |
| 238  | ↘211 |

## Инфраструктура
По состоянию на 1995 год в Репьевке имелись: предприятие — АОЗТ «Восход», медпункт, Дом культуры, неполная средняя школа. В 2001 году в селе Репьевке открылась построенная на средства областного бюджета средняя школа — современное двухэтажное здание на 132 места.